# Gwent (comté préservé)
Pour les articles homonymes, voir Gwent.
Le Gwent est un comté préservé du pays de Galles.
Érigé en zone de gouvernement local le 1er avril 1974 par le Local Government Act 1972, il conserve ce statut jusqu’au 31 mars 1996, date de son abolition par le Local Government (Wales) Act 1994. Toutefois, doté du statut de comté préservé depuis le 1er avril 1996 au sens de cette même loi, il garde un rôle essentiellement cérémoniel en tant que shrievalty et zone de lieutenance.

## Géographie

### Situation administrative
Le comté préservé du Gwent est situé au sud-est du pays de Galles.
Depuis le 2 avril 2003, il comprend les zones principales des boroughs de comté de Blaenau Gwent, de Caerphilly et de la Torfaen et des comtés du Monmouthshire et de Newport (qui détient le statut de cité depuis 2002). Il couvre aussi le borough de comté historique de Newport, en vigueur entre 1891 et 1974, et pour partie, les comtés historiques de Brecon et du Monmouthshire, deux divisions administratives en vigueur entre 1889 et 1974.

### Territoires limitrophes
| Powys           | Powys Angleterre | Angleterre       |
| Mid Glamorgan   | comté du Gwent   | Angleterre       |
| South Glamorgan | Canal de Bristol | Canal de Bristol |

## Toponymie
Le comté tient son appellation du royaume de Gwent.

## Histoire

### Zone de gouvernement local (1974-1996)
Le comté du Gwent est une zone de gouvernement local créée au 1er avril 1974 par le Local Government Act 1972 en tant que zone de gouvernement local de niveau supérieur à partir du borough de comté de Newport, ainsi que, de façon partielle, les comtés administratifs de Brecon — le district urbain de Brynmawr et une partie du district rural de Crickhowell — et du Monmouthshire — sans les districts urbains de Bedwas and Machen et de Rhymney, une partie du district urbain de Bedwellty et une partie du district rural de Magor and St. Mellons. D’après la loi, elle détient une assemblée délibérante dénommée conseil principal.
Son territoire comprend cinq zones de gouvernement local de niveau inférieur, dites « districts », définies à partir des territoires existants au moment de la publication du Local Government Act 1972 et dont les noms sont rendus officiels par le Districts in Wales (Names) Order 1973 : Blaenau Gwent, Islwyn, Monmouth, Newport et Torfaen,.

### Comté préservé (depuis 1996)
En raison d’une réorganisation des zones de gouvernement local, le comté du Gwent est aboli au 31 mars 1996 d’après le Local Government (Wales) Act 1994, mais conserve une existence juridique en tant que comté préservé pour certaines fins. À ce titre, les limites du comté préservé du Gwent sont les mêmes que celles définies par le Local Government Act 1972.
En novembre 2002, la Commission du tracé des limites de gouvernement local pour le pays de Galles présente un rapport, Review of Preserved County Boundaries, dans lequel elle suggère trois recommandations quant à la modification de limites de comtés préservés. À partir des conclusions du rapport, l’assemblée nationale pour le pays de Galles adopte le 1er avril 2003 un décret, le Preserved Counties (Amendment to Boundaries) (Wales) Order 2003, entré en vigueur le lendemain. Depuis lors, le comté préservé du Gwent est défini à partir des zones principales que sont les boroughs de comté de Blaenau Gwent, de Caerphilly et de la Torfaen et les comtés du Monmouthshire et de Newport.

## Administration

### Conseil
Comme prévu par la loi de 1972, le comté est administré par un « conseil principal » appelé le Gwent County Council. Dirigé par un président et un vice-président, il se compose de conseillers élus pour un mandat de 4 ans.
Des élections du conseil de comté se tiennent en 1973, en 1977, en 1981, en 1985, en 1989 et en 1993. Pour celles-ci, le territoire est divisé à partir de 1973 en 66 circonscriptions électorales, puis à partir de 1981 en 69 circonscriptions électorales et enfin à partir de 1985 en 63 circonscriptions électorales.

### Postes cérémoniels
Depuis 1974, deux postes honorifiques relèvent du Gwent : le lord-lieutenant et le haut-shérif.